# 明朝皇族
明朝皇族為「朱姓」，除以明朝皇帝为核心的皇室外，包括各地藩王及宗室。

## 淵源
至正二十八年正月初四（1368年1月23日），明太祖在應天稱帝，建國號明，年號洪武。以應天為「南京」，大梁為「北京」。同年閏七月，大將徐達攻克大都，元朝滅亡。
明朝建立以後，明太祖朱元璋在與其謀士們總結歷史上治亂興衰的經驗時，一致認為，宋朝和元朝之所以滅亡的一個重要原因是「主弱臣強」，朝廷得不到宗室藩屏，於是以前朝為鑑，決定建藩，於洪武三年（1370年）開始，分封諸皇子為親王，並規定一套嚴格的封藩制度。這一制度被明朝歷代皇帝奉為萬世不變的祖訓，一直延續至明末。
明朝重建了比較規範的分封制，明太祖在全國各地封了包括自己兒子、侄孫在內的二十六個王，在邊疆的藩王可以主持地方軍務。但靖難之役燕王朱棣奪位後，強化中央集權，藩王不得干涉地方政治軍事事務，不得擅自離開封地，結交地方官員。

## 玉牒
明王朝設有宗人府，專門管理皇族本家宗室事宜。又有專門記載宗室繁衍傳遞和生死娶葬的譜牒，叫做玉牒。玉牒每十年一修，由翰林院的官員專司其職，定期公佈。明亡後，玉牒的下落不明。據清代檔案記載，順治初年明代玉牒尚存，但不知其是否完整，隨後就失而不見了。

## 分封制度
據明史記載：「初，太祖大封宗藩，令世世皆食歲祿，不授職任事，親親之誼甚厚。」
明朝規制，皇子封親王，授以金寶、金册，親王子封郡王，授以鍍金银印、银册。
親王：皇帝之子，除皇太子外，皆封親王。
郡王：皇太子、親王之子，除皇太孫、世子外，皆封郡王。郡王如果死后没有子孙，一般由与其血缘较近的旁支或过继子孙受命管王府事，但不袭封为郡王；仅有少数例外，被称为“冒封”，且大多因事后被查出而仍被取消。
鎮國將軍：世子、郡王之子，除世孫、長子外，皆授鎮國將軍。
輔國將軍：鎮國將軍之子，皆授輔國將軍。
奉國將軍：輔國將軍之子，皆授奉國將軍。
鎮國中尉：奉國將軍之子，皆授鎮國中尉。
輔國中尉：鎮國中尉之子，皆授輔國中尉。
奉國中尉：輔國中尉、奉國中尉之子，皆授奉國中尉。
洪武九年定諸王公主歲供之數：
親王，米五萬石，鈔二萬五千貫，錦四十匹，紵絲三百匹，紗、羅各百匹，絹五百匹，冬夏佈各千匹，綿二千兩，鹽二百引，花千斤，皆歲支。馬料草，月支五十匹。其緞匹，歲給匠料，付王府自造。
靖江王，米二萬石，鈔萬貫，馀物半親王，馬料草二十匹。
公主未受封者，紵絲、紗、羅各十匹，絹、冬夏佈各三十匹，綿二百兩；已受封，賜莊田一所，歲收糧千五百石，鈔二千貫。
親王子未受封，視公主；女未受封者半之。子已受封郡王，米六千石，鈔二千八百貫，錦十匹，紵絲五十匹，紗、羅減紵絲之半，絹、冬夏佈各百匹，綿五百兩，鹽五十引，茶三百斤，馬料草十匹。女已受封及已嫁，米千石，鈔千四百貫，其緞匹於所在親王國造給。
皇太子之次嫡子並庶子，既封郡王，必俟出閣然後歲賜，與親王子已封郡王者同。女俟及嫁，與親王女已嫁者同。
凡親王世子，與已封郡王同，郡王嫡長子襲封郡王者，半始封郡王。女已封縣主及已嫁者，米五百石，鈔五百貫，馀物半親王女已受封者。郡王諸子年十五，各賜田六十頃，除租稅為永業，其所生子世守之，後乃令止給祿米。
洪武二十八年詔以官吏軍士俸給彌廣，量減諸王歲給，以資軍國之用。乃更定親王萬石，郡王二千石，鎮國將軍千石，輔國將軍、奉國將軍、鎮國中尉以二百石遞減，輔國中尉、奉國中尉以百石遞減，公主及駙馬二千石，郡王及儀賓八百石，縣主、郡君及儀賓以二百石遞減，縣君、鄉君及儀賓以百石遞減。自後為永制。
宗室有罪革爵者曰庶人。英宗初，頗給以糧。嘉靖中，月支米六石。萬曆中減至二石或一石。

## 行輩由來
由洪武帝明太祖朱元璋以子孫繁眾，命名慮有重複，乃於東宮和親王世系，各擬二十字，一字為一世。子孫初生，宗人府依世次立雙名，以上一字為據，其下一字則取五行偏旁者，以火、土、金、水、木為序，惟靖江王不拘。
至明朝中后期，皇族人口繁盛，又受辈字、五行所限，故命名常见生僻字。当代或戏曰：晚清徐壽命名化学元素中文名称时，受明皇家谱启发，选用其中“金”字旁的汉字。

## 各藩字輩
以下是太祖分封之藩王：

### 長子東宮朱標
允文遵祖訓，欽武大君勝。順道宜逢吉，師良善用晟。府址南京應天府。

### 次子秦王朱樉
尚誌公誠秉，惟懷敬誼存。輔嗣資廉直，匡時永信敦。府址陝西西安府。

### 三子晉王朱棡
濟美鐘奇表，知新慎敏求。審心咸景慕，述學繼前修。府址山西太原府。

### 四子燕王朱棣
明成祖起始為帝系，高瞻祁見祐，厚載翊常由。慈和怡伯仲，簡靖迪先猷。府址北平府，後升為北京。

### 五子周王朱橚
初封吳王，有子同安睦，勤朝在肅恭。紹倫敷惠潤，昭格廣登庸。府址河南開封府。

### 六子楚王朱楨
孟季均榮顯，英華蘊盛容。宏才升博衍，茂士立全功。府址湖北武昌府。

### 七子齊王朱榑
賢能長可慶，睿智實堪宗。養性期淵雅，寅思復會通。府址山東青州府。永樂朝廢為庶人。國除。

### 八子潭王朱梓
福昌忻保定，嘉應必興隆，啟處詢從式，尊聞汝申貴。府址湖南長沙府。後因「胡惟庸案」受牽連，與妃俱自焚死。無子國除，故而不載於祖訓中。

### 九子趙王朱杞
幼薨，未及赴藩。

### 十子魯王朱檀
肇泰陽當健，觀頤壽以弘。振舉希兼達，康莊遇本寧。府址山東兗州府。

### 十一子蜀王朱椿

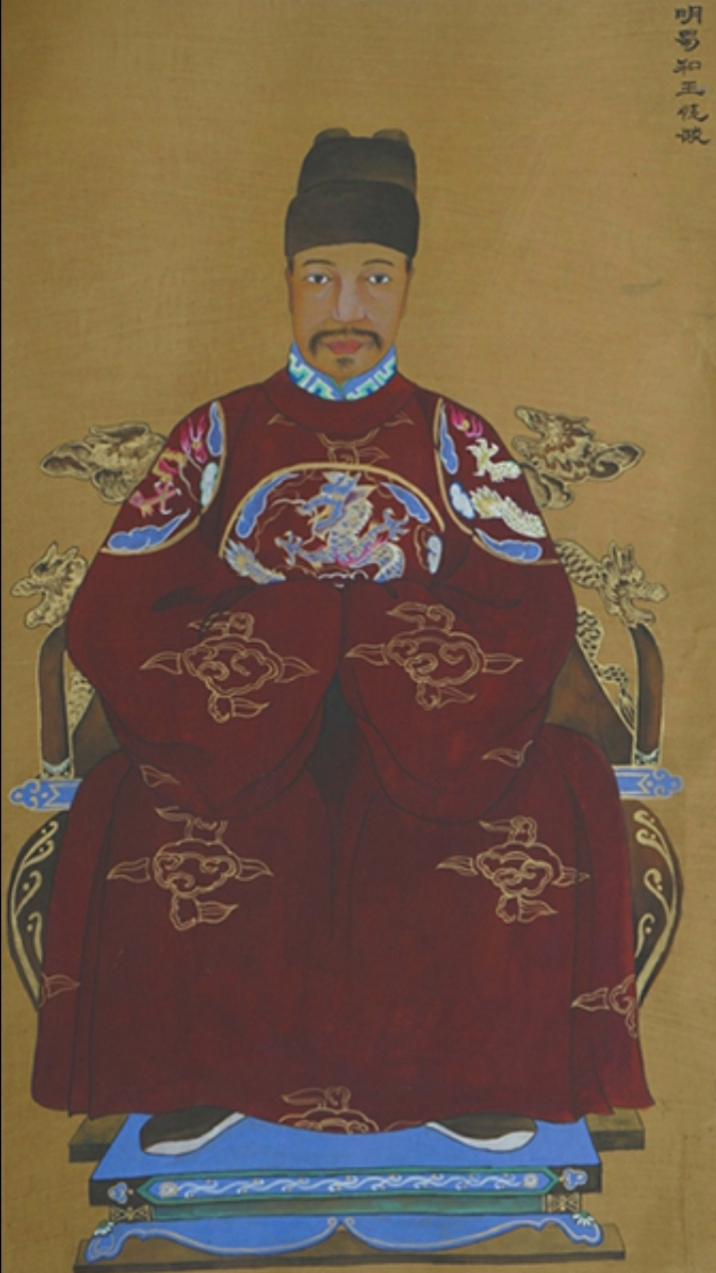
蜀藩第四代蜀王朱悅𤉎像，現藏於明蜀王陵博物館

悅友申賓讓，承宣奉至平。懋進深滋益，端居務穆清。府址四川成都府。第二十世孫為前中國科學技術大學校長，現南方科技大學校長朱清時。

### 十二子湘王朱柏
久鎮開方嶽，揚威謹禮儀。剛毅循超卓，權衡素自持。府址湖廣荊州府。建文朝自焚死，國除。

### 十三子代王朱桂
遜仕成聰俊，充廷鼐鼎彝。傳貽連秀郁，炳燿壯洪基。府址山西大同府。

### 十四子肅王朱楧
贍祿貢真弼，縉紳識烈忠。曦暉躋富運，凱諫處恒隆。府址陝西臨洮府。

### 十五子遼王朱植
貴豪恩寵致，憲術儼尊儒。雲仍祺保合，操翰麗龍輿。原府址為遼東廣寧衛，後遷湖廣荊州府。

### 十六子慶王朱㮵
秩邃寘臺鼒，倪伸帥倬奇。適完因巨衎，騭眷發需毘。府址陝西寧夏衛。

### 十七子寧王朱權
磐奠覲宸拱，多謀統議中。總添支庶闊，作哲向親衷。府址江西南昌府。

### 十八子岷王朱楩
徽音膺彥譽，定幹企禋雍。崇理原諮訪，寬鎔喜賁從。原府址為岷州（今甘肅岷縣）。洪武二十八年（1395年）改派朱楩南鎮雲南府。建文元年（1399年）由於受沐晟控告而被罷免為庶人，改居漳州府。永樂元年（1403年）被明成祖恢復為王。洪熙元年（1425年）四月，朱楩被明仁宗從雲南府北遷至武岡州（今湖南武岡市）。從此，岷藩一支，自甘肅經雲南，最後定藩於今湖南武岡。明末農民軍起義攻陷武岡時，其中一支從武岡逃難至長沙的棠坡，成為棠坡朱氏。岷王住在州府的公寓中，很久以後才允重建自己的王府。
中華人民共和國國務院前總理朱鎔基即為朱楩17世孫。（页面存档备份，存于）

### 十九子谷王朱橞
賦質僖雄敞，叢興闡福昌。篤諧恂懌豫，擴霽昱禎祥。府址宣府鎮。永樂朝廢為庶人，國除。

### 二十子韓王朱松
沖範徵偕旭，融謨朗璟逵。亶韶愉顥慥，令緒價蕃維。府址遼東開原。

### 二十一子瀋王朱模
佶幼詮勛胤，恬珵效迥瑝。湜源諲皙暐，圭璧澈澄昂。原府址為遼東瀋陽中衛，永樂六年遷山西潞州。

### 二十二子安王朱楹
斐序斌廷賞，凝覃浚祉襄。恢嚴顓輯矩，縝密廓程綱。府址陝西平涼府。無子國除。

### 二十三子唐王朱桱
瓊芝彌宇宙，碩器聿琳琚。啟齡蒙頌體，嘉歷協銘圖。府址河南南陽府。聿字輩的兩位唐王分別成為帝系（隆武帝、紹武帝），在1645年至1646年間執政。

### 二十四子郢王朱棟
偉聞參望奭，箴誨洎臯夔。麒麟余積兆，奎穎曄璿璣。府址湖廣安陸州。無子國除。

### 二十五子伊王朱㰘
顒勉諟訏典，褒珂采鳳琛。應疇頒胄選，昆玉冠泉金。府址河南河南府。

### 二十六子朱楠
幼薨，未封王。

### 侄孫靖江王朱守謙
贊佐相規約，經邦任履亨，若依純一行，遠得襲芳名。府址廣西桂林府。靖江王算是明朝王爵較特殊的一脈，祖父南昌王朱興隆，是明太祖之兄，父朱文正。

## 皇室女眷
明制，乃定皇姑曰大長公主，皇姊妹曰長公主，皇女曰公主，俱授金冊，祿二千石，婿曰駙馬都尉。親王女曰郡主，郡王女曰縣主，孫女曰郡君，曾孫女曰縣君，玄孫女曰鄉君，婿皆儀賓。郡主祿八百石，餘遞減有差。郡主以下，恩禮既殺，無足書者。
明初，皇太子、亲王有二妃，即正妃、次妃。亲王正妃依丈夫封号，称某王妃。亲王次妃相同。明朝第一位皇太子朱标的继室吕氏是第一位有记录皇太子次妃。明仁宗朱高熾为太子时，有妾室郭氏。《明太宗实录》永乐九年的记录中，称郭氏为皇太子庶妃，其妹为汉王庶妃，此处庶妃是否指皇太子次妃、亲王次妃，不详。

## 明亡以后
明朝灭亡后，清朝开始了对明朝皇室的迫害，因此部分明朝宗室分别改姓為周姓、王姓、广姓、东姓、张姓、庄姓和严姓。清朝灭亡后，部分宗室后裔又改回了朱姓。